# До-ре-ми-фа-соль-ля-си-Ты-свободы-попроси
«До-ре-ми-фа-соль-ля-си-Ты-свободы-попроси» (англ Every Good Boy Deserves Favour) — пьеса Тома Стоппарда, критиковавшая советскую практику «лечения» политического диссидентства, нередко рассматривавшегося в СССР как форма психической болезни. Пьеса была посвящена советским диссидентам Виктору Файнбергу и Владимиру Буковскому.

## Действующие лица
Александр — политзаключённый
Саша — сын Александра
Иванов — сумасшедший
Учительница Саши
Врач
Полковник

## Название
Оригинальное название пьесы «Every Good Boy Deserves Favour», которое буквально означает «Каждый хороший мальчик заслуживает поощрения», является мнемоническим приёмом для запоминания нот на нотном стане, русскоязычный аналог которого звучит как «МИгрировала СОЛЬ на СИцилию РЕгистрировать ФАмилию». Однако с таким названием потерялся бы социально-политический подтекст, заложенный автором в оригинальном названии. Поэтому по-русски пьеса называется «До-ре-ми-фа-соль-ля-си-Ты-свободы-попроси» (в переводе Ольги Варшавер).

## Театральные постановки
- 1977 — премьера в Roayl Festival Hall под музыкальное сопровождение лондонского симфонического оркестра с дирижёром Андре Превином к 25-летнему юбилею нахождения на престоле Елизаветы II. В ролях: Александр — Йен Маккеллен, Иванов — Джон Вуд и доктор — Патрик Стюарт.
- Читакль на русском языке (с музыкальным оформлением на основе оригинальной партитуры Андре Превина) в Сахаровском центре 28 ноября 2019 года на вечере памяти Владимира Буковского.